# Synodontis robbianus
Synodontis robbianus (лат.) — пресноводная рыба из семейства перистоусых сомов. Эндемик Нигерии, обитающий в нижнем течении и дельте Нигера, а также в реке Кросс. Относится Международным союзом охраны природы к уязвимым видам.

## Таксономия
Вид описан Дж. А. Смитом в 1875 году в журнале Proceedings of the Royal Society of Edinburgh. Видовое название robbianus Смит дал в честь преподобного Александра Робба, предоставившего типовой экземпляр, приобретённый им в старом Калабаре. Туземное название рыбы Робб передавал как «Mkpi-kuk-i-kuk».
Synodontis robbianus — один из видов рода синодонтов, в XXI веке включаемого в семейство Mochokidae (перистоусые сомы).

## Внешний вид
Сравнительно небольшая рыба. Стандартная длина тела самца (от кончика рыла до задней оконечности последнего позвонка) 10,5 см, максимальная зафиксированная общая длина — 13,8 см. В спинном плавнике многочисленные лучи и один шип, практически гладкий спереди и с несколькими мелкими зазубринами сзади, ближе к дальнему концу. Умеренно развитый жировой плавник явно отделён от спинного; длина его основания в 2,5—3,5 раза превышает высоту и в 4,2—11,3 раза — расстояние от спинного плавника. Грудные шипы сильно иззубрены, больше с передней, чем с задней кромки.
Жаберные щели вентрально не опускаются ниже линии прикрепления грудных плавников. Зубы нижней челюсти подвижные, количеством от 20 до 27. Верхнечелюстные усики длиннее головы, без разветвлений и узелков; на внешних нижнечелюстных усиках несколько простых коротких и тонких ответвлений, ответвления внутренних нижнечелюстных усиков также короткие, но более толстые и иногда узловатые.
Спина и жировой плавник пятнистые, хвостовой плавник также пятнистый, но без чётко выраженной тёмной полосы у основания.

## Распространение и среда обитания
Synodontis robbianus обитает в Нигерии в нижнем течении и дельте Нигера, а также в реке Кросс; предполагается, но документально не подтверждено, также распространение на территории Ганы (река Оффин) и Центральноафриканской Республики. Место обитания — пресноводные ручьи и озёра (температура воды от 21 до 24 °C). Synodontis robbianus — бентопелагическая рыба, обитающая у дна водоёмов и питающаяся планктоном, детритом и растениями. Способна дышать атмосферным воздухом.
С учётом небольших размеров ареала (площадь распространения оценивается менее чем в 500 км²) в 2006 году вид по уязвимости приближался к вымирающим. Тем не менее, отсутствие данных о флуктуациях популяции и признаков того, что вид может подвергаться угрозе исчезновения в связи с сокращением ареала, позволили Международному союзу охраны природы классифицировать Synodontis robbianus как уязвимый вид.